# Lisserbroek
Lisserbroek est un village de la commune néerlandaise de Haarlemmermeer, dans la province de la Hollande-Septentrionale. Le 1er janvier 2008, le village comptait 3 579 habitants.